# Hasan as-Senussi
Hasan ar-Rida as-Senussi, född 1928, död 28 april 1992 i London, var efter sin fars död år 1955 kronprins av Libyen 1956–69. 
Han var de facto landets ledare under de sista åren av monarki i Libyen fram till militärkuppen år 1969. Han skulle ha blivit kung den 2 september 1969 då kung Idris I:s abdikation skulle ha trätt i kraft, men Muammar al-Gaddafis militärkupp kom emellan den 1 september 1969, varvid monarkin avskaffades. 
Han dömdes till fängelse av en revolutionär domstol år 1971 och satt i husarrest med sin familj fram till år 1982. Då brändes huset ned sedan han och hans familj först jagats ut. 
År 1988 fick han lämna landet för sjukvård i London eftersom han drabbats av ett slaganfall. Han avled 1992 och begravdes liksom hans farbror kung Idris i Saudiarabien. Hans politiska inriktning var västvänlig. Före sin död utnämnde han sonen Muhammad as-Senussi att efterträda honom som överhuvud för Libyens kungahus.